# 53 Kalypso
53 Kalypso (in italiano 53 Calipso) è un grande e molto scuro asteroide della Fascia principale.
Kalypso fu scoperto da Karl Theodor Robert Luther il 4 aprile 1858 dall'Osservatorio di Düsseldorf (situato nel distretto urbano di Bilk) in Germania, di cui era direttore dal 1851. Fu battezzato così in onore di  Calipso, una ninfa del mare nella mitologia greca.
Calypso è anche il nome di una luna di Saturno.